# Grotta Torri di Slivia

Pozzo delle Torri di Slivia

La grotta Torri di Slivia (Pejca v Lascu in sloveno) è una grotta che si trova nel territorio del comune di Duino-Aurisina in provincia di Trieste, più precisamente ai piedi del piccolo borgo di Slivia. È stata battezzata così dai primi esploratori di fine '800 per le numerose torri stalagmitiche che la caratterizzano.

## Storia
Il rilievo della grotta risale al 6 gennaio 1885 ad opera dell'ing. Costantino Doria, della Società alpinisti triestini.
La prima spedizione entrò dal pozzo principale conosciuto fin da tempi immemorabili.
I lavori per realizzare l'ingresso artificiale per la fruizione turistica vengono iniziati nel 1964.
Nel 1967 vengono creati il sentiero interno e la scalinata in ferro e nel 1968 vengono staccati i primi biglietti turistici.

## Descrizione
Facente parte di un antico ramo del Timavo, il numero 22 identificativo al catasto regionale indica come questa grotta sia stata tra le prime ad essere esplorate sul Carso, delle oltre 3.000 attualmente accatastate.

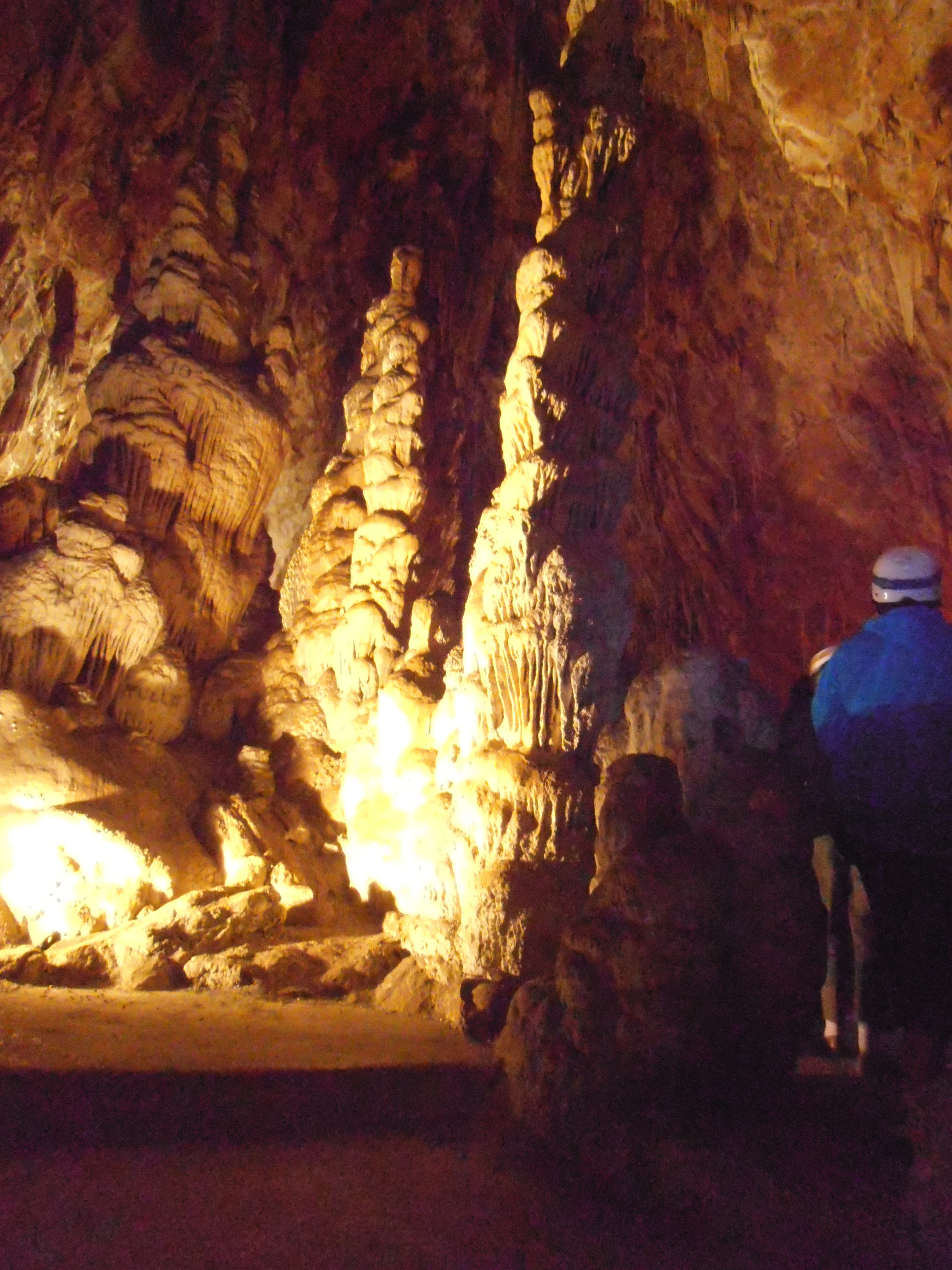
Grotta delle Torri di Slivia

Il grande pozzo a quota 114 metri s.l.m. si apre a forma di foiba in una leggera depressione doliniforme, ed ha una profondità di 33 metri; alla base troviamo il cono detritico formato da crolli, praticabile solo con attrezzature speleologiche. È visibile dall'interno della grotta mentre si scende dalla lunga scala interna grazie alla luce del giorno che lo attraversa.
La profondità totale dalla superficie raggiunge i 101 metri fino ad arrivare ad una quota di 13 metri s.l.m.
Nota fin dall'altro secolo per la considerevole estensione e per le grandiose formazioni colonnari a cui essa deve il nome, le sue immagini fotografiche sono state riprodotte in più pubblicazioni come ad esempio sulla copertina del libro Duemila grotte di Luigi Vittorio Bertarelli e Eugenio Boegan.